# Willem Bremer
Willem Auke Bremer (Den Helder, 14 juni 1940 – Amsterdam, 19 november 2004) was docent blokfluit en muziekgeschiedenis aan het Conservatorium te Alkmaar en Rotterdam, en uitvoerend musicus bij onder andere Studio Laren en het Huelgas Ensemble.

## Biografie
Willem Bremer werd op 14 juni 1940 in Den Helder geboren in het St. Lidwina-ziekenhuis. Na de MULO ging hij een half jaar aan de Zeevaartschool te Den Helder studeren maar deze studie bleek niet goed bij hem te passen. Hij ging vervolgens studeren aan de kweekschool te Den Helder en Alkmaar en volgde tegelijkertijd privélessen klarinet. In 1960 deed hij staatsexamen klarinet en besloot verder te gaan in de muziek.
Na zijn diensttijd studeerde hij vervolgens in de periode 1966-1969 blokfluit bij Kees Otten aan het Conservatorium van het Muzieklyceum te Amsterdam. Tijdens zijn studie aan het Conservatorium gaf hij bij de Kunst Stichting Amsterdam cursussen aan kinderen in de hoogste klassen van de lagere school ter voorbereiding van concertbezoeken. In deze periode raakte hij ook bekend met historische instrumenten, waarop hij zich ging toeleggen. Zo ging hij zich bekwamen in het bespelen van meerdere renaissance-blaasinstrumenten, zoals de zink (cornetto), dulciaan, pommer, schalmei en serpent.
Na zijn studie doceerde hij onder meer aan muziekscholen te Den Helder, Bergen, Alkmaar en Hengelo en aan het conservatorium te Alkmaar en Rotterdam. In Alkmaar doceerde hij blokfluit en muziekgeschiedenis van de middeleeuwen en renaissance en in Rotterdam gaf hij gedurende anderhalf jaar workshops in oude muziek. Bremer speelde tevens in diverse ensembles en werd regelmatig als gast/solist gevraagd bij orkesten en festivals. Hij trad op in vele zalen, concertgebouwen en kerken (Concertgebouw, Melkweg, Paradiso te Amsterdam) en reisde voor zijn werk regelmatig naar het buitenland, onder meer naar Italië, Ierland, Portugal, Duitsland, Madeira, Polen en de Verenigde Staten.
Na een gezichtsverlamming in 1991 probeerde Bremer nog in de muziek actief te blijven. Aangezien het herstel niet volledig was, stopte hij in 1992 met het bespelen van zijn blaasinstrumenten. In 2004 overleed hij aan de gevolgen van een herseninfarct.

## Optredens en activiteiten
- 1960 - Optredens met The Blackbirds. Hij speelde hierbij de klarinet en saxofoon.
- 1970 - Met Studio Laren in het Shaffy Theater in Amsterdam. "De vrijheid bedreigd?" Een uitvoering in het kader van 25 jaar bevrijding.
- 1971 - Werkte samen met andere leden van Studio Laren mee aan het NCRV-hoorspel Bericht over de pest in Londen van Gert Hofmann.
- 1976 - Leider van een cursus voor oude blaasinstrumenten in Urbino, Italië.
- Uitvoering met De Nederlandse Opera van de Orpheus van C.H. von Gluck.
- 1976 - Bremer was de eerste kornettist in Nederland die de cornettopartij uit Monteverdi's Maria Vespers weer uitvoerde in onze tijd met de Amsterdamse Cantorij o.l.v. Louis Mol in de Waalse Kerk te Amsterdam.
- 1979 - Deelname als solist aan de Nederlandse inzending voor het International Nordring Festival of Light Music te Ierland o.l.v. Dolf van der Linden.
- 1980 - Uitvoering van Roman de Robin et Marion in het Muiderslot, dat in het kader van het Holland Festival door de NOS werd uitgezonden.
- 1983 - Werkte met het Huelgas Ensemble mee aan een televisieregistratie voor de RTBF (Belgische Radio en Televisie) van Reinhardstein ou Le Jeux du Sablier, dat werd ingezonden voor de Gouden Roos van Montreux.
- 1990 en 1992 - Nam met zijn renaissance-blaasensemble Fortuna Desperata deel aan het San Antonio Early Music Festival in Noord-Amerika.
- Schreef recensies over bladmuziek voor Vereniging van Huismuziek. Tevens werkte hij mee aan de opnamen van lp's, cd's en diverse radio- en televisieregistraties in binnen- en buitenland.

## Ensembles
- Studio Laren onder leiding van Marijke Ferguson - Dit ensemble bestond uit onder anderen Marijke Smit Sibinga, Donald de Marcas, Maria Rondèl, Hans Verzijl en Michiel ten Houte de Lange. Bremer maakte deel uit van dit ensemble in de periode 1969-1972.
- Musicum Merland - Samen met Marijke Smit Sibinga en Maria Rondel. Bremer maakte deel uit van dit ensemble in de periode 1974-1976.
- Dialogo Musicale onder leiding van Leo Meilink - Bremer maakte incidenteel deel uit van dit ensemble in de periode 1980-1992. Hij werkte met hen mee aan een aantal cd-opnamen en radio-uitzendingen voor de Westdeutscher Rundfunk in Keulen.
- Huelgas Ensemble onder leiding van Paul Van Nevel - Dit ensemble is een van Europa's bekendste groepen gespecialiseerd in de uitvoering van polypone muziek uit de middeleeuwen en renaissance. Het ensemble werd in 1970 opgericht door de Vlaming Paul Van Nevel en bestaat uit een wisselende samenstelling van musici uit diverse Europese landen. Na het winnen van de eerste prijs tijdens de oude muziek competitie op het Festival van Vlaanderen in 1972 te Brugge speelde het Huelgas Ensemble op alle belangrijke concertpodia en gaf het regelmatig concerten voor radio en tv in heel Europa. Bremer maakte deel uit van dit ensemble in de periode 1980-1991.
- Fortuna Desperata, blazersensemble voor renaissancemuziek - Het ensemble heeft zijn oprichting te danken aan het "San Antonio Early Music Festival" in 1990. Aan Bremer werd toen het verzoek gedaan om voor die gelegenheid een ensemble samen te stellen van blazers, dat renaissancemuziek op verschillende locaties ten gehore zou brengen. Vanaf die tijd echter is het ensemble blijven bestaan en heeft het verscheidene concerten in Nederland en daarbuiten verzorgd. Het ensemble trad meestal in een formatie van vijf blazers op, die gezamenlijk een respectabel aantal renaissance-blaasinstrumenten bespeelden, zoals cornetto, saqueboutes (renaissance-trombones), tromba, schalmeien, pommers en dulciaan. Het voorbeeld voor deze samenstelling lag in de "town-bands", welke vooral in de noordelijke landen van Europa ontstonden aan het einde van de 14e eeuw en tot het begin van de 17e eeuw functioneerden als gemeentelijke instellingen, die de taak hadden op allerlei momenten het sociale leven in de steden te accentueren. Zij werden echter ook zeer dikwijls ingezet voor belangrijke kerkelijke evenementen. Het ensemble legde zich niet uitsluitend toe op het spelen van blaasmuziek, maar koos even vaak zijn materiaal uit het vele vocale repertoire, hetgeen in die tijd gebruikelijk was. Bremer leidde dit ensemble in de periode 1990-1992.

## Discografie
- Studio Laren - Muziek uit de Middeleeuwen en Renaissance CNR 748002 (lp), 1972
- Heuelgas Ensemble - La Favola Di Orfeo RCA Seon 71970 (2 cd's), recorded 1981
- Ensemble Dialogo Musicale, Hans Ludwig Hirsch - Journal Intime De Roland De Lassus / Aus Den Tagebüchern Des Orlando Di Lasso / From The Diary Of Orlando Di Lasso Musique En Wallonië MW 84524 (2-LP) 1982
- Huelgas Ensemble - Mateo Flecha: Las Ensaladas (burlesques of the Spanish Renaissance) Sony SK 46 699 (cd), 1990
- Huelgas Ensemble - Cypriot Advent Antiphons - Anonymus C.1390 Deutsche Harmonia Mundi RD 77977 (cd), 1990
- Huelgas Ensemble - Cypriano de Rore: St. John Passion (Passio Domini Nostri Jesu Christi Secundum Johannem (Johannes Passion) Deutsche Harmonia Mundi (cd), 1990
- Huelgas Ensemble - Praetorius: Magnificat Sony SK 48 039 (cd), 1991
- De Vlaamse Polyfonie - Isaac, Orecht, De La Rue Eufoda 1166 (cd), 1994
- Huelgas Ensemble - O Cieco Mondo Deutsche Harmonia Mundi RD 77865 (cd), 1996
- Huelgas Ensemble - In Morte Di Madonna Laura Sony Classical Vivarte Series 45942 (cd), 1998
- Netherlands Chamber Choir - Sweelick: Choral Works Vol 2 Etcetera Records KTC 1319 (cd), 2008 (heruitgave)
- Netherlands Chamber Choir - Sweelick: Choral Works Vol 3 Etcetera Records KTC 1320 (cd), 2008 (heruitgave)
- Vous ou la Mort (Canciones flamencas de amor cortes en el sigloXV)Cantus B000027LE2 (cd), 2003